# Geotermia

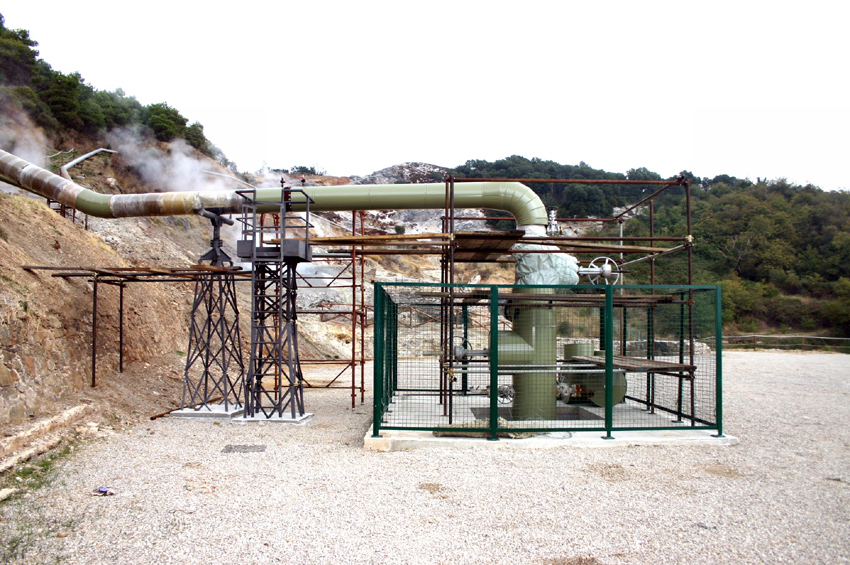
Pozzo geotermico a Monterotondo Marittimo (GR)

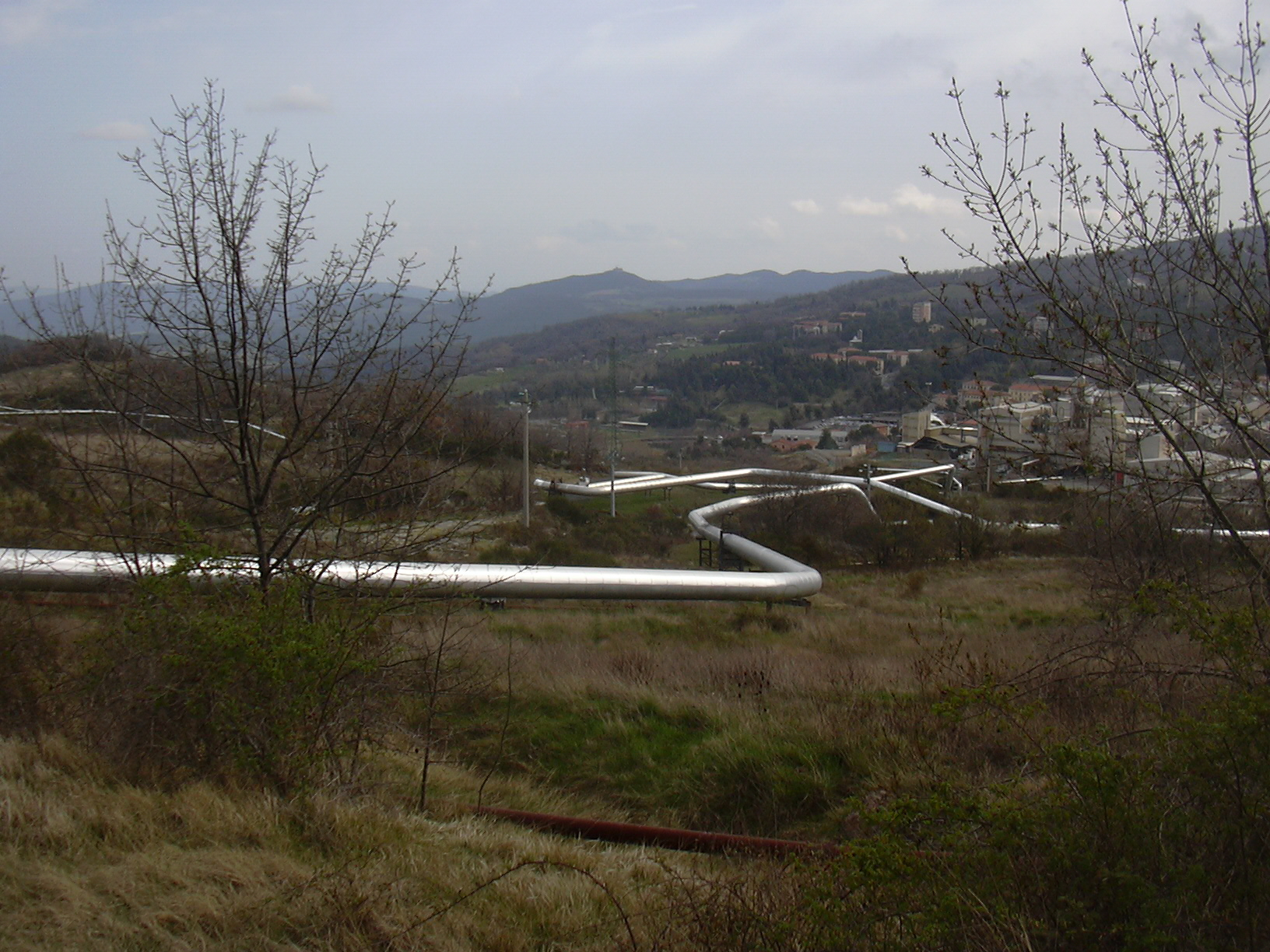
Le condutture che convogliano i vapori, proveniente dai pozzi geotermali, nella valle del Diavolo a Larderello

La geotermia è la disciplina delle scienze della Terra che studia l'insieme dei fenomeni naturali coinvolti nella produzione e nel trasferimento di calore proveniente dall'interno della Terra. In senso lato il concetto può essere esteso anche nello studio degli altri pianeti. I suoi principi sono sfruttati a livello tecnologico nella produzione di energia elettrica e nella cogenerazione  attraverso le centrali geotermiche a partire dall'energia geotermica associata.
La geotermia trova in Italia un terreno particolarmente favorevole grazie alla presenza di aree ad alta attività geotermica, come la Toscana, dove si concentrano storicamente le principali centrali geotermoelettriche europee; oltre alla produzione di energia elettrica, in Italia si stanno diffondendo anche applicazioni per il riscaldamento e il raffrescamento degli edifici tramite pompe di calore geotermiche, come illustrato nell’approfondimento.

## Descrizione

### L'origine del calore terrestre

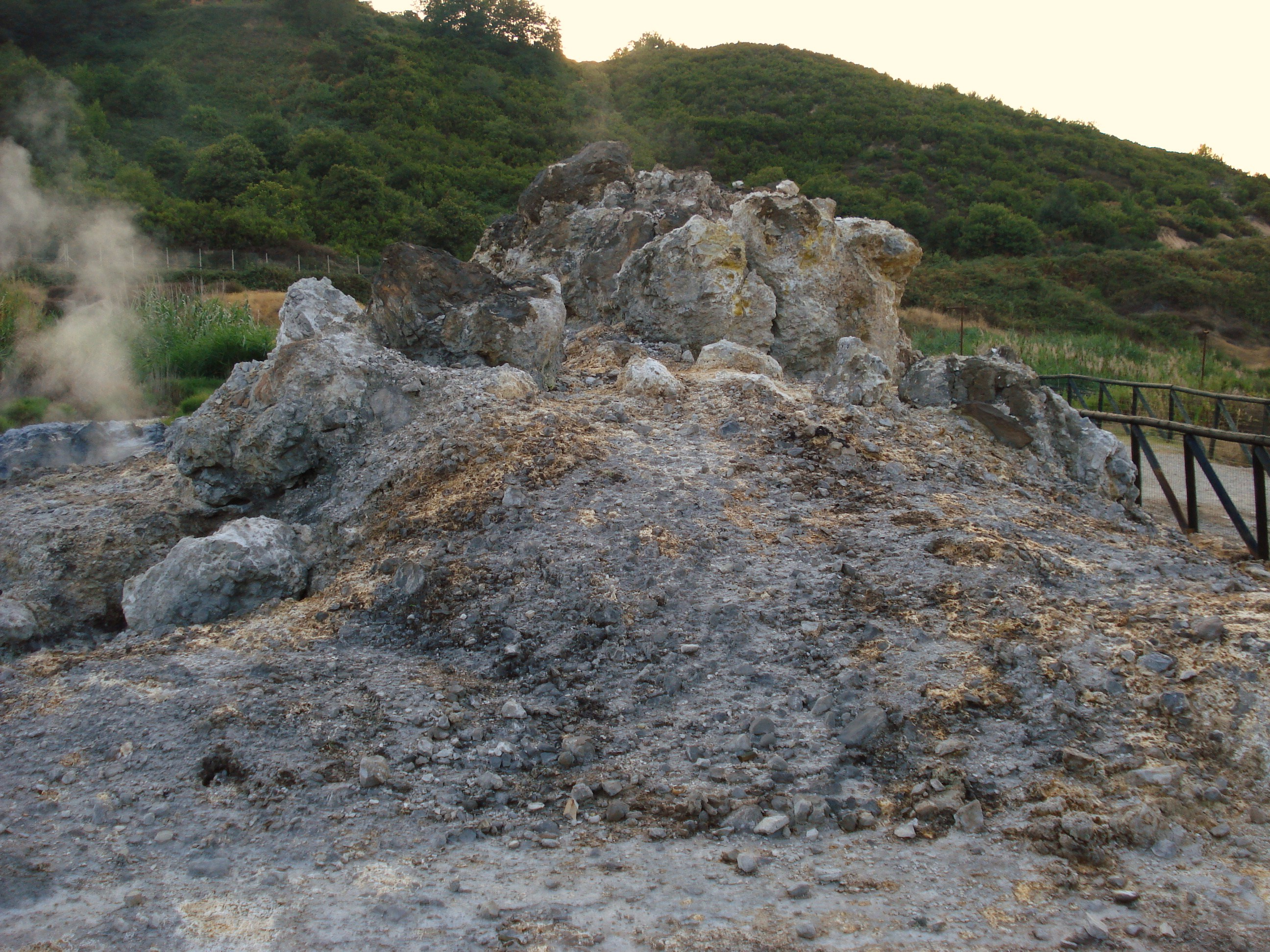
Manifestazioni geotermiche spontanee di Sasso Pisano

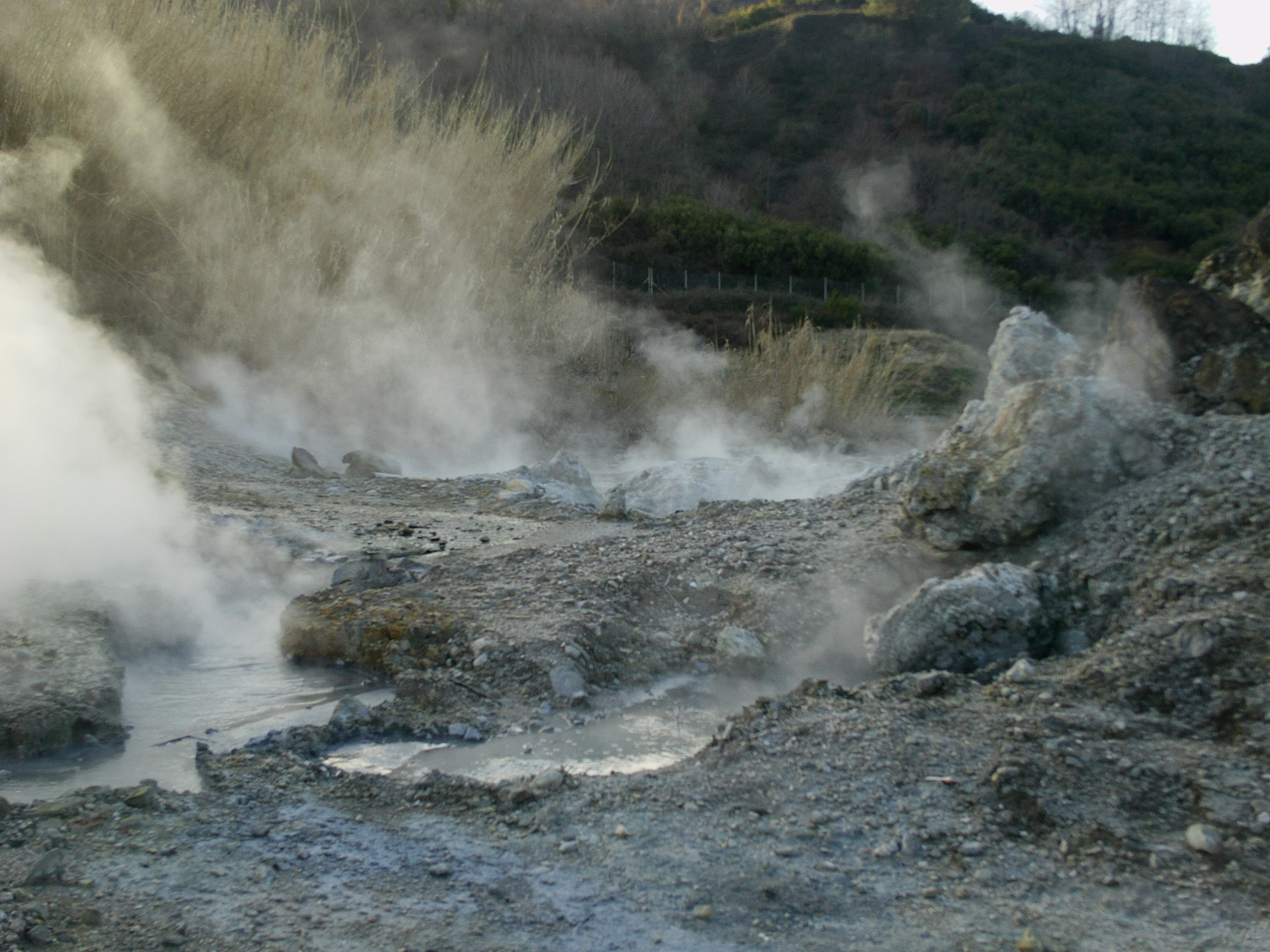
Manifestazioni geotermiche spontanee di Sasso Pisano

Il calore del nucleo terrestre originariamente si è generato durante l'accrezione del pianeta sviluppatasi grazie alla forza di attrazione gravitazionale. In seguito il calore ha continuato ad essere generato grazie a processi di decadimento nucleare naturale di elementi quali l'uranio, il torio e il potassio.
Il calore terrestre dall'interno viene trasferito verso la superficie terrestre attraverso il mantello terrestre mediante convezione prodotta dal movimento del magma o di acque profonde: da qui nasce la maggior parte dei fenomeni come le eruzioni vulcaniche, e gli altri fenomeni geotermali associati e ben evidenti sulla superficie terrestre, come le sorgenti termali, i geyser, e le fumarole.
Questo calore naturale può essere sfruttato per ottenere energia, nello specifico chiamata energia geotermica.
Il flusso di calore proveniente dall'interno della Terra è solo 1/20.000 del calore che la Terra riceve dal Sole.

### Gradiente termico
In base al flusso di calore e alla conduttività termica, variabile in base al tipo di terreno o roccia, si osserva un diverso gradiente termico (variazione della temperatura in funzione della profondità). Questo gradiente può variare da 1 °C ogni 30 m della parte superficiale della crosta terrestre a 1 °C ogni 10 – 15 m dei fondali marini in prossimità delle dorsali oceaniche. Il gradiente geotermico a sua volta viene fortemente influenzato dalla circolazione di fluidi interni terrestri.
La superficie luogo dei punti nel sottosuolo caratterizzata dallo stesso valore di temperatura è detta "geoterma".

### Misurazione della temperatura e del gradiente termico
La misura viene effettuata con opportuni strumenti calati all'interno di pozzi. La misura precisa della temperatura (la cui precisione è funzione del tipo di strumento utilizzato e delle finalità dell'indagine) è complessa ed è disturbata dal calore dovuto alla perforazione e dalla presenza di fluidi (acqua, umidità, aria) eventualmente presente nel terreno.

### Strumenti per la misura della temperatura in pozzi
I termometri utilizzati in indagini geotermiche devono avere due importanti caratteristiche: 
- bassa inerzia termica, raggiungendo rapidamente l'equilibrio termico;
- deve essere possibile la lettura stando all'esterno del foro.

I termometri usati si possono quindi distinguere in:
- termocoppie (errore 3/100 di grado)
- termoresistenze (errore 1/100 di grado)
- oscillatori (errore minore di 1/1000 di grado)

## Tecniche di perforazione
Le tecniche di perforazione tradizionali raggiungono profondità variabili tra i 200 e 3000 m punto le nuove tecniche di perforazione oltre a profonde permettono invece di raggiungere quote variabili tra i 5.000 e 10.000 metri. 
Questa tecnica prevede che si raggiungano temperature delle acque superiore ai 374°c pari alla temperatura dell'acqua in condizioni supercritiche; l'iniezione di acqua nelle rocce in modo da generare vapore ad alta pressione che va ad alimentare le turbine idroelettriche; la creazione di un ciclo chiuso tale da minimizzare l'impatto ambientale. 
Le tecnologie di perforazione oltre 5000 metri sono particolarmente costose punto devono Inoltre affrontare la criticità di temperature superiori ai 500°c e di alte pressioni, nonché il controllo del flusso geotermico di acqua e vapore per evitare rischi geologici come micro-sismi o subsidenza del suolo.
La Geo-Energie Suisse ha perforato a Glovelier fino a 4.000 metri di profondità.
Una nuova tecnologia utilizza una sorgente a onde millimetriche, Partendo dal presupposto che, se riescono a fondere le camere d'acciaio dei tokamak, allora sono anche in grado di bucare le rocce
Nel gennaio 2024 la Cina ha varato la Mengxiang, la sua prima nave di trivellazione oceanica progettata per esplorare la crosta e il mantello terrestre. La nave ha una capacità di carico di 33mila tonnellate e una lunghezza di 179 metri, può percorrere 15mila miglia nautiche e operare per 120 giorni per scalo. La sua potenza di perforazione può raggiungere una profondità di 11mila metri sotto la superficie del mare.